# 익대공신
익대공신(翊戴功臣)은 1468년, 조선 예종 조에 일어난 숙청 작업인 남이(南怡)와 강순의 옥사를 다스린 공로로 책봉된 공신이다. 

## 경과
한명회 등 구공신 집단이 남이 등 신공신 제거 목적으로 일으킨 옥사로 유자광의 고변으로 일어났다.
이에 의해 남이는 성삼문의 예에 따라 처리되고 남이뿐 아니라 강순, 문효량, 변영수, 변자의, 조경치 등등 30명의 무신이 처형되었다.

## 명단
- 1등 - 유자광, 신숙주, 한명회, 신운, 한계순
- 2등 - 박원형, 정현조, 이극증, 박지번, 이침, 이서, 이부, 귀성군, 심회, 이복
- 3등 - 정인지, 정창손, 조석문, 한백륜, 노사신, 박중선, 조득림, 신승선, 정효상, 조익정, 안중경, 서경생, 김효강, 이존명, 한계희 등 22명

## 이후
이때 임진왜란 이후 남이의 옥사는 유자광이라는 간신의 날조로 일어났다 판정되었고 1818년 남이는 강순과 함께 벼슬과 재산 적개1등공신이 회복되었다.
한편 유자광은 익대, 정국1등공신에 책봉되지만 그해 재산이 몰수되고 적개 2등공신과 정국 1등공신에서 박탈되고 장 백대에 유배에 처해지고 얼마 안가 죽는데 훗날 부관참시에도 처해졌다.